# Embatic
Embatic (din greacă έμβατιϰόν, sinonim – emfiteoză care în Moldova purta și denumirea bezmăn, bezmen sau besman) este un termen juridic care desemnează în Țara Românească  un drept real de folosință asupra imobilului altuia care izvorăște dintr-o locațiune perpetuă sau de lungă durată, care își are originea în dreptul roman unde a apărut în epoca postclasică sub denumirea latină emphiteosis (emfiteoză). Prin emfiteoză se înțelege contractul prin care o persoană se obligă a procura unei alte persoane, numită emfiteot, un fond (o bucată de pământ) pentru a-l cultiva și a-i culege fructele pe un timp îndelungat sau chiar fără termen, iar cel dintâi se obligă a-i plăti o sumă de bani numită canon. Mai precis, embaticul reprezenta o formă de arendare a unei proprietăți pe termen foarte lung, în intervalul căruia arendașul beneficia de toate drepturile de proprietate.
Importanța și actualitatea sa au fost recunoscute prin Codul Civil din 1865 care, în Titlul VII - Despre contractul de locațiune, prevedea la Art. 1415 că:
Locațiunile ereditare astăzi în ființă cunoscute sub denumirea de emfiteuze, ori embatic (besman) se păstrează. Ele se vor regula după regulile sub care s-au născut. Pe viitor ele nu se mai pot înființa.
În unele cazuri, embaticul era folosit și pentru conturnarea și eludarea legislației în vigoare:
Apoi cum străinii nu aveau voie sub vechile legislații să cumpere proprietăți, acești egumeni scormonitori a tot ce le putea aduce lor foloase, din marea lăcomie ce o aveau, le vindeau sub formă de embatic, adică cumpărătorul avea dreptul să facă cu el ce vrea și să-l lase moștenire numai, însă să aibă grijă să plătească o sumă mânăstirei, căci altfel li-l lua înapoi. Deci, embaticul nu era alta decât arenda locului unei case, sau a unei case cu loc, pentru un termen, foarte lung (99 ani), embaticarul bucurându-se de toate drepturile, putându-l vinde, da zestre ori închiria, ducând mai departe datoria de embatic, dacă nu era răscumpărat. Răscumpărarea a început dela 1865.
După secularizarea averilor mănăstirești din timpul lui Cuza, 1863, o cincime din pământul național trecu în seama Statului, așa că răscumpărarea embaticului, adică cum i-am spune azi, câștigarea dreptului de proprietar, trecu dela sine pe socoteala Statului.
În Regulamentul pentru aplicarea și executarea legii de la 15 iulie 1866, relativă la vânzarea unei părți din domeniile Statului se prevedeau următoarele:
Răscumpărarea embaticurilor se efectuează de către embaticar prin plata de 30 de ori a prețului embaticului pe un an, dacă răscumpărarea se va face în doi ani de la promulgarea acestei legi, adică de la 28 iulie 1866; iar după trecere de doi ani, această răscumpărare nu se va putea dobândi decât cu plata de 50 ori a prețului embaticului anual.
Au existat și cazuri de derogări de la lege: În urma unui “sinistru”, un incendiu izbucnit la 1866 în Mizil, marele agă Ion Cantacuzino, ce primise localitatea de la socrul său, generalul Nicolae Mavros, temându-se să nu se spargă târgul, creează posibilitatea ca, prin achitarea embaticului pe 30 de ani în numai 15, locuitorii să-și răscumpere terenurile de locuință, devenind proprietari.

## Desființarea embaticului
În ședința Camerei de la 1 decembrie 1878, Andrei Vizanti, ca reprezentant al Colegiului III din Vaslui, a prezentat proiectul de lege "Desființarea Embaticurilor și a tuturor monopolurilor de clasă" care însă nu a fost aprobat.
Prin „Legea vânzării bunurilor și răscumpărarea embaticurilor”, din 12 aprilie 1881, nu mai erau permise constituirile de embatic.
Embaticul a fost desființat virtualmente prin "Legea agrară" din 1921 care în art. 82 a dispus că pământul folosit prin embatic se expropriază în folosul embaticarilor.
Regulamentul din 1921 pentru punerea în aplicare a legii agrare din Bucovina, publicat în Monitorul Oficial nr. 192 din 26 noiembrie 1921, se prevedea că:
Se declară expropriate în întregime pământurile rurale folosite prin embatic, plantate sau nu (emphyteusis), precum și acelea ținute de săteni cu arendă cel puțin 10 ani neîntrerupt, dacă aceștia își vor fi construit pe ele case, sălașuri, mori de apă primitive (rustice) sau vor fi făcut pe cel puțin jumătate din teren plantațiuni de vii sau pomi roditori. Exproprierea în acest caz se face în folosul embaticarilor sau al sătenilor arendași.